# Авіаносці типу «Іластріас»
Авіаносці типу «Іластріас» (англ. Illustrious class) — серія британських авіаносців часів Другої світової війни.

## Історія створення
Проектування авіаносців типу «Іластріас» розпочалось у 1936 році у рамках програми переозброєння та заміни застарілих авіаносців, як відповідь на суднобудівні програми Німеччини, Японії та Італії.
Нові авіаносці планувалось використовувати переважно на європейському ТВД, де була велика імовірність зустрічі кораблів з бомбардувальниками берегового базування. Тому особлива роль відводилась бронюванню та зенітному озброєнню. Конструкторам буда поставлена задача забезпечити захист корабля від 227-кг бомб та 152-мм снарядів.
При цьому водотоннажність кораблів не повинна була перевищувати 23 000 т в рамках обмежень Другого Лондонського морського договору 1936 року.

## Конструкція

### Корпус та бронювання
Авіаносці типу «Іластріас» отримали серйозне бронювання. 62 % польотної палуби були прикриті 76-мм бронею. Бронювання поясу та стінок ангара мало товщину 114 мм, траверзи від 64 до 114 мм. Ангарна палуба в районі цитаделі мала бронювання товщиною 25 мм, нижня палуба — 76 мм. Через це довелось зменшити висоту надводного борту — польотна палуба «Іластріаса» мала висоту 11,6 м над рівнем води, на відміну від 17 м в «Арк Рояла».
Протиторпедний захист загалом повторював схему, застосовувану на «Арк Роялі». Він включав три поздовжні перебірки, з них внутрішня мала товщину 37 мм. Центральний відсік ПТЗ був заповнений нафтою, зовнішні були пустими та служили як камери розширення. За розрахунками, авіаносець міг витримати вибух 340 кг тротилу.
Острівна надбудова та димова труба мали аеродинамічну форму у вигляді профілю крила літака, а носова частина польотної палуби була заокруглена. Це зменшувало турбулентність та полегшувало умови зльоту та посадки літаків.
На відміну від «Арк Рояла», який мав 3 літакопідйомники, на «Іластріасах» були 2 літакопідйомники розмірами 13,7×6,7 м вантажопідіймальністю 6,4 т, розташованими на кінцях корабля, поза межами броньованого ангара. Таке розташування було зумовлене небажанням створювати літакопідйомник з броньованим покриттям. Ліфти розташовувались на неброньованих ділянках палуби і відділялись від ангарів 114-мм розсувними дверима. На «Індомітеблі» літакопідйомники мали розміри 13,7×10 м.

### Авіагрупа
Через потужне бронювання авіагрупа за проектом складалась лише з 36 літаків — удвічі менше, ніж на «Арк Роялі», і утричі, ніж на «Ессексах».
Тому, якщо на перших трьох кораблях ангар був одноярусним і мав розміри 139,8 x 18,9×4,9 м, то на «Індомітеблі» завдяки переплануванню внутрішніх приміщень та зменшенню бронювання він став двоярусним — верхній мав ті ж розміри, але висоту 4,27 м, нижній — 51,1 x 18,9×4,9 м. Це дозволило збільшити кількість літаків до 48 машин.
З урахуванням можливостей палубних стоянок перші три авіаносці могли нести 52 літаки, «Індомітебл» — 56 літаків. Але на «Індомітеблі» через низьку висоту ангарів не могли розміщуватись нові літаки, зокрема американські винищувачі F4U Corsair.
Літаки запускались за допомогою гідропневматичної катапульти BH-III, яка розганяла літак масою 5 т до швидкості 122 км/год. Для посадки використовувались 6 аерофінішерів та 2 аварійні бар'єри.
Запас авіаційного палива становив 230 000 л, на «Індомітеблі» — 342 000 л. Цього було недостатньо для дій в океані — навіть на «Індомітеблі» запасів палива вистачало на 5 повних заправок авіагрупи.
Спочатку авіаносці озброювались винищувачами Fairey Fulmar та бомбардувальниками-торпедоносцями Fairey Swordfish.
У 1941 році бомбардувальники були замінені на Fairey Albacore. Протягом 1941—1942 років застарілі винищувачі були замінені на Supermarine Spitfire, Sea Hurricane та американські F4F Wildcat.
У 1943 році на озброєння авіаносців надійшли американські винищувачі F4U Corsair та бомбардувальники Grumman TBF Avenger.
У 1944 році на озброєння деяких ескадрилей надійшли британські винищувачі Supermarine Seafire та бомбардувальники Fairey Barracuda.
У післявоєнний час «Вікторіес» після модернізації використовував різні типи реактивних літаків та вертольотів.

### Зенітне озброєння
Зенітне озброєння кораблів початково складалось з 16 114-мм гармат «QF 4.5-inch Mk I—V», розміщених у двогарматних баштах, та шести восьмиствольних 40-мм зенітних автоматів «Пом-пом».
Під час війни зенітне озброєння постійно посилювалось. Додатково встановлювались зенітні гармати «Бофорс» та «Ерлікон».
На кінець війни зенітне озброєння було наступним:
- «Іластріас» — 8 х 2 114-мм гармат, 5 х 8 40-мм гармат «Пом-пом», 3 40-мм «Бофорс», 19 х 2, 14 х 1 20-мм «Ерлікон»
- «Фомідебл» — 8 х 2 114-мм гармат, 6 х 8 40-мм гармат «Пом-пом», 12 40-мм «Бофорс», 54 20-мм «Ерлікон»
- «Вікторіес» — 8 х 2 114-мм гармат, 5 х 8 40-мм гармат «Пом-пом», 2 х 4, 2х2, 9х1 40-мм «Бофорс», 45 20-мм «Ерлікон»
- «Індомітебл» — 8 х 2 114-мм гармат, 6 х 8 40-мм гармат «Пом-пом», 2 х 4, 2х2, 13х1 40-мм «Бофорс», 36 20-мм «Ерлікон»

### Радіоелектронне обладнання
Всі авіаносці були оснащені радіомаяками типу 72 та радіолокаторами пошуку повітряних цілей типу 79. У 1943—1944 роках були встановлені радари типу 272 та 277. Під час ремонту у США на кораблях «Іластріас», «Вікторіес» та «Індомітебл» радіомаяки типу 72 були замінені на американські YE.
У 1945 році на «Індомітеблі» встановили американську станцію наведення винищувачів SM-1, а на «Вікторіес» — радар SG.

## Представники
| Назва                     | Номер | Будівництво                          | Закладений             | Спущений на воду     | Вступив у стрій        | Доля                        |
| ------------------------- | ----- | ------------------------------------ | ---------------------- | -------------------- | ---------------------- | --------------------------- |
| Підтип «Іластріас»        |       |                                      |                        |                      |                        |                             |
| Іластріас HMS Illustrious | 87    | Vickers-Armstrongs, Барроу-ін-Фернес | 27 квітня 1937 року    | 5 квітня 1939 року   | 20 травня 1940 року    | Пущений на злам у 1956 році |
| Фомідебл HMS Formidable   | 67    | Harland & Wolff, Белфаст             | 15 червня 1937 року    | 17 серпня 1939 року  | 24 листопада 1940 року | Пущений на злам у 1953 році |
| Вікторіес HMS Victorious  | R38   | Vickers-Armstrongs, Волсенд          | 4 травня 1937 року     | 14 вересня 1939 року | 14 травня 1941 року    | Пущений на злам у 1969 році |
| Підтип «Індомітебл»       |       |                                      |                        |                      |                        |                             |
| Індомітебл Indomitable    | 92    | Vickers-Armstrongs, Барроу-ін-Фернес | 10 листопада 1937 року | 25 березня 1940 року | 10 жовтня 1941 року    | Пущений на злам у 1955 році |

## Оцінка проекту
Авіаносці типу «Іластріас» вважаються етапними кораблями в процесі еволюції авіаносців. Вони мали високу швидкість, потужне зенітне озброєння та ряд інноваційних рішень в корабельній архітектурі. Але їх головною особливістю було потужне бронювання польотної палуби, яке суттєво підвищувало захист корабля від повітряних атак. Зокрема, за період з 26 березня по 25 травня 1945 року втрати на всіх авіаносцях даного типу, які перебували на Тихому океані (в тому числі внаслідок 7 влучень камікадзе), склали 41 льотчик та 44 члени екіпажу, що на порядок менше, ніж на американських авіаносцях без броньованої палуби.